# 26.ª Divisão de Infantaria (Alemanha)
A 26ª Divisão de Infantaria (em alemão:26. Infanterie-Division) foi uma divisão de infantaria da Alemanha que serviu durante a Segunda Guerra Mundial.

## Comandantes
| Comandante                            | Data                                           |
| ------------------------------------- | ---------------------------------------------- |
| Generalleutnant Fritz Kühne           | 1 de abril de 1936 - 10 de novembro de 1938    |
| Generalleutnant Sigismund von Förster | 10 de novembro de 1938 - 15 de janeiro de 1941 |
| Generalleutnant Walter Weiss          | 15 de janeiro de 1941 - 15 de abril de 1942    |
| Generalleutnant Friedrich Wiese       | 15 de abril de 1942 - 5 de agosto de 1943      |
| Generalleutnant Johann de Boer        | 5 de agosto de 1943 - 10 de agosto de 1944     |
| Generalmajor Heinz Kokott             | 10 de agosto de 1944 - 17 de setembro de 1944  |

## Oficiais do Generalstab
| Major i.G. Franz-Eccard von Bentivegni  | 1 de abril de 1938 - 1 de março de 1939 |
| Oberstleutnant i.G. Alfred Tschirdewahn | 1 de março de 1939 - outubro de 1939    |
| Major i.G. Horst Krähe                  | novembro de 1939 - maio de 1940         |
| Hauptmann i.G. Bogislav von Bonin       | junho de 1940 - dezembro de 1940        |
| Major i.G. Ernst Lassen                 | dezembro de 1940 - junho de 1943        |
| Oberstleutnant i.G. Otto Egelhaaf       | junho de 1943 - novembro de 1943        |
| Oberstleutnant i.G. Gerhard Scholz      | novembro de 1943 - abril de 1944        |
| Oberstleutnant i.G. August Hermani      | abril de 1944 - setembro de 1944        |

## História
A 26ª Divisão de Infantaria foi criada no dia 1 de abril de 1936 na cidade de Colônia, fazendo parte do VI Distrito Militar (em alemão: Wehrkreis VI). Quando se deu o início da Segunda Guerra Mundial, a unidade passou a realizar missões de patrulha na fronteira a leste de Echternach, na frente ocidental. Tempos depois, o quartel general da unidade foi deslocada para a cidade de Trier.

### Batalha da França
Por estar nas proximidades da Frente Ocidental, a divisão tomou parte da Batalha da França, cruzando a fronteira de Luxemburgo no primeiro dia de campanha, 10 de maio de 1940, já estando no Rio Mosa no dia 14 seguinte. Moveu-se em seguida na direção das Ardenas, cruzando o Rio Mosa sem resistência.
Após completada esta primeira parte, a divisão seguiu para Aisne, onde se encontrou com as demais divisões alemãs e se iniciou a invasão no dia 9 de junho, entrando nas proximidades de Voscq, indo em seguida e seguiu para a região oeste do rio Moa, passando por Verdun, Vouziers, Bar-le-Duc e Epinal.
Após o armistício, a unidade passou a atuar como força de ocupação no norte da França e Bélgica, até ser transferido para o leste da Polônia no mês de maio de 1941.

### Operação Barbarossa
A 26ª Divisão foi deslocada para a Frente Oriental em preparação para a Operação Barbarossa, sendo a unidade posicionada nas proximidades da fronteira russa. Com o início da operação no dia 22 de junho de 1941, cruzou a fronteira em Suwalki, seguindo em seguida para sul em Kovno, passando em seguida por Polatsk no Rio Duína Ocidental.
Continuou rumo ao sul até chegar em Smolensk, onde encontrou forte resistência russa, tendo de ser retirada do combate e ir para a defesa. Quando o avanço alemão seguiu em direção de Moscou, no mês de outubro de 1941, a divisão foi enviada para a região, atacando pelo lado sul em Bjeloje, seguindo para o leste, sendo em seguida deslocada para o lado sul onde auxiliou as unidades alemãs na batalha de Vyazma. Após esta batalha, já no mês de novembro, se deslocou para o norte de Staritza entre Tyma e o rio Volga, a oeste da frente de Kalinin.
Com a chegada do inverno russo, a 26ª Divisão, assim como as demais unidades alemãs, teve o seu avanço paralisado, tendo de se retirar para a região de Rzhev, onde no mês de janeiro de 1942 enfrentou pesados combates defensivos. A divisão teve de lutar e segurar a linha de frente entre Bolkhov e Orel até o mês de novembro. No mês de janeiro de 1943, a Divisão foi deslocada para Donbogen, entreDon e Oskol após o colapso do 8º Exército italiano.
A unidade foi deslocada para Alexejewka e Ostrogossk, onde ainda sob fortes ataques, conseguiu sair entre os dias 22 e 23 de fevereiro de de 1943 em Novy Oskol, seguindo em direção do oeste. Posteriormente, a divisão esteve nos arredores da batalha de Kursk, onde permaneceu na defensiva no mês de fevereiro de 1943 e participou nos ataques à Staryi Oskol.
Nos combates em Masturowo e Ssumy a unidade conseguiu romper o cerco do Exército Vermelho. No mês de agosto de 1943 ela foi transferida para os arredores de Orel, onde enfrentou pesados combates contra os soviéticos em Jelnja. A divisão foi retirada do fronte no mês de março de 1944 para se reestruturar, passando a realizar operações defensivas em Chausy, Mogilev e Gorky. Em seguida, foi cercada em Cholm juntamente com as demais unidades alemãs que se retiravam do fronte soviético, sendo quase que completamente destruída, voltando apenas pequenas unidades da divisão para as linhas alemãs. As unidades restantes formaram o 26 Volksgrenadier Division, sendo a 26ª Divisão de Infantaria desmobilizada n dia 17 de setembro de 1944.

## Ordem da Batalha
1 de abril de 1936
Infanterie-Regiment 77 (Stab, I.-III.)
Infanterie-Regiment 78 (Stab, I.-III.)
Infanterie-Regiment 79 (Stab, I.-III.)
Infanterie-Divisions-Nachrichten-Abteilung 26
6 de outubro de 1936
Infanterie-Regiment 39 (Stab, I.-III., Erg.)
Infanterie-Regiment 77 (Stab, I.-III.)
Infanterie-Regiment 78 (Stab, I.-III., Erg.)
Artillerie-Regiment 26 (Stab, I.-II.)
Artillerie-Regiment 62 (I.)
Panzerabwehr-Abteilung 40
Infanterie-Divisions-Nachrichten-Abteilung 26
12 de outubro de 1937
Infanterie-Regiment 39 (Stab, I.-III., Erg.)
Infanterie-Regiment 77 (Stab, I.-III.)
Infanterie-Regiment 78 (Stab, I.-III., Erg.)
Maschinengewehr-Bataillon 1
Artillerie-Regiment 26 (Stab, I.-III.)
Artillerie-Regiment 62 (I.)
Panzerabwehr-Abteilung 26
Infanterie-Divisions-Nachrichten-Abteilung 26
10 de novembro de 1938
Infanterie-Regiment 39 (Stab, I.-III., I. Erg, II. Erg.)
Infanterie-Regiment 77 (Stab, I.-III., I. Erg, II. Erg.)
Infanterie-Regiment 78 (Stab, I.-III., I. Erg, II. Erg.)
Maschinengewehr-Bataillon 1
Artillerie-Regiment 26 (Stab, I.-III.)
Artillerie-Regiment 62 (I., II.)
Panzerabwehr-Abteilung 26
Infanterie-Divisions-Nachrichten-Abteilung 26
setembro de 1939
Infanterie-Regiment 39 (Stab, I.-III.)
Infanterie-Regiment 77 (Stab, I.-III.)
Infanterie-Regiment 78 (Stab, I.-III.)
Artillerie-Regiment 26 (Stab, I.-III.)
Artillerie-Regiment 62 (I.)
Beobachtungs-Abteilung 26
Aufklärungs-Abteilung 26
Panzerabwehr-Abteilung 26
Infanterie-Divisions-Nachrichten-Abteilung 26
Feldersatz-Bataillon 26
Infanterie-Divisions-Nachschubführer 26
Divisions-Einheiten 26
1943
Füsilier-Regiment 39
Grenadier-Regiment 77
Grenadier-Regiment 78
Divisions-Füsilier-Bataillon 26
Artillerie-Regiment 26
Panzerjäger-Abteilung 26
Feldersatz-Bataillon 26
Kommandeur der Infanterie-Divisions-Nachschubtruppen 26
Divisions-Einheiten 26

## Condecorações
Tendo participado de diversos combates e batalhas, alguns soldados foram condecorados em reconhecimento de seus feitos em combate. Dentre as condecorações mais importantes, 15 soldados foram condecorados com a Cruz de Cavaleiro da Cruz de Ferro e outro com as Folhas de Carvalho. Ainda há outros 100 soldados que foram condecorados com a Cruz Germânica em Ouro e mais um que recebeu as Cruz Germânica em Prata.
| Nome                                                                            | Data                                 | Patente            | Unidade                                  |
| ------------------------------------------------------------------------------- | ------------------------------------ | ------------------ | ---------------------------------------- |
| Cruz de Cavaleiro da Cruz de Ferro com Folhas de Carvalho                       |                                      |                    |                                          |
| Niggemeyer, Wilhelm                                                             | 17.05.1943 [241. Folhas de Carvalho] | Oberleutnant d.R.  | Btl-Adjutant Pi.Btl 26                   |
| Cruz de Cavaleiro da Cruz de Ferro                                              |                                      |                    |                                          |
| Weiß, Walter                                                                    | 12.09.1941                           | Generalmajor       | Comandante da Divisão                    |
| Beckmann, Josef                                                                 | 07.09.1943                           | Obergefreiter      | Stab III./Füs.Rgt 39                     |
| Matern, Kurt                                                                    | 14.09.1942                           | Major              | Führer Inf.Rgt 39                        |
| Schell, Otto                                                                    | 19.11.1941                           | Major              | Kdr III./Inf.Rgt 39                      |
| Wiese, Friedrich                                                                | 14.02.1942                           | Oberst             | Kdr Inf.Rgt 39                           |
| Haun, Helmuth                                                                   | 08.08.1941                           | Oberleutnant       | Rgt-Adjutant Inf.Rgt 77                  |
| Hertzsch, Fritz                                                                 | 08.08.1941                           | Oberst             | Kdr Inf.Rgt 77                           |
| Raab, Josef                                                                     | 16.10.1944                           | Hauptmann          | Führer einer Kampfgruppe des Gren.Rgt 77 |
| Schwertherr, Josef                                                              | 06.10.1942                           | Unteroffizier      | Gruppenführer im I./Inf.Rgt 77           |
| Wittkamp, Kaspar                                                                | 18.10.1943                           | Feldwebel i. d.    | 4.(MG)/Gren.Rgt 77                       |
| Beer, Hermann                                                                   | 08.08.1944                           | Unteroffizier      | Zugführer i. d. 6./Gren.Rgt 78           |
| Stoessel von der Heyde, Arno                                                    | 30.08.1942                           | Oberstleutnant     | Kdr I./Inf.Rgt 78                        |
| Vogelsang, Friedrich                                                            | 04.09.1942                           | Oberfeldwebel      | Zugführer i. d. 12./Inf.Rgt 78           |
| Mintert, Franz                                                                  | 14.09.1942                           | Obergefreiter      | Richtschütze i. d. Pz.Jäg.Abt 26         |
| Niggemeyer, Wilhelm                                                             | 18.09.1942                           | Leutnant d.R.      | Führer 2./Pi.Btl 26                      |
| Distintivo de Honra do Heer                                                     |                                      |                    |                                          |
| Bickenbach, Friedrich                                                           | 25.05.1942                           | Oberleutnant       | 9./Inf.Rgt. 78                           |
| Bierganns, Franz                                                                | 05.10.1942                           | Leutnant           | 8./Inf.Rgt. 78                           |
| Brenig, Ludwig                                                                  | 19.11.1942                           | Oberfeldwebel      | 12./Inf.Rgt. 77                          |
| Chodura, Heinrich                                                               | 05.12.1943                           | Hauptmann          | Kampf-Btl. Chodura [III./Gren.Rgt. 77]   |
| Dadelsen von, Georg                                                             | 05.11.1944                           | Oberleutnant       | 7./Art.Rgt. 26                           |
| Gilbers, Karl                                                                   | 07.05.1944                           | Oberfeldwebel      | 4./Füs.Rgt. 39                           |
| Hagt, Paul                                                                      | 17.09.1944                           | Leutnant           | 9./Füs.Rgt. 39                           |
| Joest, Hans                                                                     | 07.01.1943                           | Oberleutnant       | 8./Gren.Rgt. 78                          |
| Kentenich, Willi                                                                | 17.10.1944                           | Feldwebel          | I./Füs.Rgt. 39                           |
| Klammt, Günther-Alois                                                           | 07.06.1943                           | Oberst             | Gren.Rgt. 77                             |
| Knecht, Wolfgang                                                                | 18.08.1943                           | Hauptmann          | I./Gren.Rgt. 77                          |
| Malzkorn, Heinrich                                                              | 15.10.1943                           | Unteroffizier d.R. | 2./Aufkl.Abt. 26                         |
| Matern, Kurt                                                                    | 16.02.1942                           | Hauptmann          | I./Inf.Rgt. 39                           |
| Nilshon, Hans                                                                   | 17.09.1944                           | Major              | III./Art.Rgt. 26                         |
| Rädisch, Kurt                                                                   | 18.04.1943                           | Feldwebel          | 11./Füs.Rgt. 39                          |
| Restemeyer, Hermann                                                             | 18.04.1943                           | Leutnant d.R.      | 6./Füs.Rgt. 39                           |
| Rohrbeck, Heinz                                                                 | 26.02.1943                           | Oberleutnant       | 6./Art.Rgt. 26                           |
| Sieger, Josef                                                                   | 15.10.1943                           | Oberleutnant d.R.  | 1./Gren.Rgt. 77                          |
| Zimmer, Hans                                                                    | 07.01.1943                           | Oberleutnant       | 13./Gren.Rgt. 78                         |
| Cruz Germânica em Prata                                                         |                                      |                    |                                          |
| Thiel, Dr. Karl                                                                 | 09.05.1944                           | Oberstabsarzt      | San.Kp. (mot) 2/26                       |
| Cruz Germânica em Ouro                                                          |                                      |                    |                                          |
| Ball, Heinz                                                                     | 25.09.1942                           | Oberleutnant       | Inf.Rgt. 39                              |
| Bartz, Wilhelm                                                                  | 03.11.1942                           | Oberfeldwebel      | 1./Gren.Rgt. 78                          |
| Becker, Anton                                                                   | 14.02.1942                           | Leutnant d.R.      | 1./Inf.Rgt. 77                           |
| Berendes, Paul                                                                  | 21.10.1943                           | Feldwebel          | 1./Gren.Rgt. 77                          |
| Berger, Hans                                                                    | 25.09.1942                           | Oberleutnant       | III./Inf.Rgt. 77                         |
| Bierganns, Franz                                                                | 25.03.1944                           | Oberleutnant       | 8./Gren.Rgt. 78                          |
| Brausewetter, Horst                                                             | 16.02.1942                           | Hauptmann d.R.     | III./Art.Rgt. 26                         |
| Bremer, Roger                                                                   | 02.01.1942                           | Leutnant           | III./Inf.Rgt. 77                         |
| Brenig, Ludwig                                                                  | 23.06.1942                           | Oberfeldwebel      | 12./Inf.Rgt. 77                          |
| Burkert, Richard                                                                | 04.04.1943                           | Feldwebel          | 11./Gren.Rgt. 77                         |
| Buschmanns, Josef                                                               | 11.03.1943                           | Leutnant d.R.      | 10./Füs.Rgt. 39                          |
| Butenholz, Heinrich                                                             | 07.09.1944                           | Oberwachtmeister   | 11./Art.Rgt. 26                          |
| Chodura, Heinrich                                                               | 29.10.1943                           | Hauptmann          | III./Gren.Rgt. 77                        |
| Diehl, Günther                                                                  | 09.10.1942                           | Oberleutnant d.R.  | 1./Pi.Btl. 26                            |
| Dresing, Emil                                                                   | 09.10.1942                           | Oberleutnant       | 2.(Radf.)/Aufkl.Abt. 26                  |
| Dumm, Karl                                                                      | 01.04.1944                           | Hauptmann          | Füs.Rgt. 39                              |
| Ebert, Wilhelm                                                                  | 29.10.1943                           | Leutnant           | 9./Gren.Rgt. 77                          |
| Engelke, Gerhard                                                                | 13.05.1942                           | Leutnant d.R.      | 5./Inf.Rgt. 77                           |
| Fehlis, Ingolf                                                                  | 21.01.1943                           | Oberleutnant       | Gren.Rgt. 78                             |
| Funke, Friedrich                                                                | 06.01.1942                           | Leutnant           | Stabs.Kp./Inf.Rgt. 77                    |
| Gaudecker von, Gerlach                                                          | 17.11.1941                           | Rittmeister        | Aufkl.Abt. 26                            |
| Grassmann, Gerhard                                                              | 17.11.1941                           | Oberst             | Art.Rgt. 26                              |
| Hablasch, Kurt                                                                  | 21.10.1943                           | Oberfeldwebel      | 4./Füs.Rgt. 39                           |
| Hamacher, Karl                                                                  | 05.05.1943                           | Feldwebel          | 11./Gren.Rgt. 77                         |
| Hendriks, Erich                                                                 | 19.04.1942                           | Oberleutnant       | 11./Inf.Rgt. 39                          |
| Henke, Ernst                                                                    | 04.02.1944                           | Leutnant d.R.      | 3./Art.Rgt. 26                           |
| Herzog, Rudolf                                                                  | 26.09.1942                           | Unteroffizier      | 6./Inf.Rgt. 39                           |
| Hövel Freiherr von, Karl                                                        | 25.05.1942                           | Oberleutnant       | III./Art.Rgt. 26                         |
| Hoffmann, Kurt                                                                  | 08.01.1943                           | Oberleutnant       | 4./Gren.Rgt. 78                          |
| Isermann, Aloys                                                                 | 14.02.1942                           | Oberfeldwebel      | 6./Inf.Rgt. 78                           |
| Joest, Johann                                                                   | 20.08.1943                           | Hauptmann          | II./Gren.Rgt. 78                         |
| Kemler, Heinrich                                                                | 14.07.1944                           | Hauptmann          | 13./Gren.Rgt. 78                         |
| Kirchherr, Erich                                                                | 14.02.1942                           | Oberleutnant       | 10./Inf.Rgt. 39                          |
| Kirsch, Alfred                                                                  | 01.06.1944                           | Oberleutnant d.R.  | 2./Div.Füs.Btl. 26 (AA)                  |
| Klammt, Günther-Alois                                                           | 07.10.1943                           | Oberst             | Gren.Rgt. 77                             |
| Knecht, Wolfgang                                                                | 02.04.1943                           | Oberleutnant       | Stab/Gren.Rgt. 77                        |
| Köhler, Oskar                                                                   | 14.02.1942                           | Oberfeldwebel      | III./Inf.Rgt. 39                         |
| Köhne, Friedrich                                                                | 28.02.1942                           | Major              | Inf.Rgt. 77                              |
| Kolbe, Erich                                                                    | 14.02.1942                           | Oberleutnant       | Pi.Btl. 26                               |
| Kraemer, Felix                                                                  | 29.10.1943                           | Hauptmann          | 5./Art.Rgt. 26                           |
| Kröll, Erich                                                                    | 28.09.1944                           | Feldwebel          | 2./Pi.Btl. 26                            |
| Kunkel, Rolf                                                                    | 07.10.1942                           | Oberleutnant       | I./Inf.Rgt. 77                           |
| Kutsch, Walter                                                                  | 02.01.1942                           | Leutnant d.R.      | 3.(s.)/Aufkl.Abt. 26                     |
| Kyfus, Willy                                                                    | 22.11.1941                           | Oberfeldwebel      | 6./Inf.Rgt. 77                           |
| Landtreter, Josef                                                               | 14.02.1942                           | Oberfeldwebel      | 3./Inf.Rgt. 78                           |
| Langenfeld, Paul                                                                | 17.11.1941                           | Oberleutnant d.R.  | 1./Inf.Rgt. 77                           |
| Lassen, Ernst-August                                                            | 08.06.1942                           | Major i.G.         | Ia 26. Inf.Div.                          |
| Lissowski, Heinrich                                                             | 05.04.1943                           | Unteroffizier      | III./Füs.Rgt. 39                         |
| Loos, Franz                                                                     | 21.10.1943                           | Leutnant d.R.      | Aufkl. Abt. 26                           |
| Lorscheid, Heinrich                                                             | 08.01.1943                           | Leutnant d.R.      | II./Gren.Rgt. 78                         |
| Mangel, Heinrich                                                                | 26.09.1944                           | Hauptmann d.R.     | 2./Pi.Btl. 26                            |
| Matern, Kurt                                                                    | 19.01.1942                           | Hauptmann          | I./Inf.Rgt. 39                           |
| Maurer, Ludwig                                                                  | 17.02.1944                           | Oberleutnant       | 5./Gren.Rgt. 78                          |
| Mauritz, Kurt-Dietrich                                                          | 17.09.1944                           | Hauptmann d.R.     | 12./Art.Rgt. 26                          |
| Maxrath, Josef                                                                  | 16.10.1942                           | Oberleutnant d.R.  | 13./Inf.Rgt. 77                          |
| Nettelbusch, Wilhelm                                                            | 17.09.1944                           | Oberfeldwebel      | 4./Gren.Rgt. 77                          |
| Nilshon, Hans                                                                   | 03.03.1942                           | Leutnant d.R.      | 1./Art.Rgt. 26                           |
| Nolte, Ludwig                                                                   | 17.07.1943                           | Major              | Pi.Btl. 26                               |
| Nottenkämper, Ludwig                                                            | 28.05.1943                           | Oberleutnant d.R.  | 6./Art.Rgt. 26                           |
| Oberschlep, Eugen                                                               | 14.02.1942                           | Leutnant d.R.      | 5./Inf.Rgt. 77                           |
| Obladen, Clemens                                                                | 02.01.1942                           | Oberfeldwebel      | 4./Inf.Rgt. 77                           |
| Odrozek, Theodor                                                                | 07.04.1944                           | Oberfeldwebel      | 13./Füs.Rgt. 39                          |
| Olczyk, Erich                                                                   | 17.11.1941                           | Oberleutnant       | 6./Inf.Rgt. 77                           |
| Perz, Johann                                                                    | 07.10.1942                           | Feldwebel          | Radf.Kp./Inf.Rgt. 77                     |
| Pförtner, Bernhard                                                              | 04.10.1944                           | Hauptmann          | III./Füs.Rgt. 39                         |
| Pfuhlstein von, Alexander                                                       | 14.02.1942                           | Oberstleutnant     | Inf.Rgt. 77                              |
| Pürzer, Walter                                                                  | 21.10.1943                           | Oberleutnant       | 7./Füs.Rgt. 39                           |
| Raab, Josef                                                                     | 20.09.1942                           | Leutnant           | 10./Inf.Rgt. 77                          |
| Richter, Josef                                                                  | 16.11.1943                           | Oberfeldwebel      | 5./Gren.Rgt. 78                          |
| Roth, Dr. Heinz                                                                 | 25.09.1942                           | Major d.R.         | II./Inf.Rgt. 78                          |
| Schenck, Alexander                                                              | 07.10.1942                           | Major d.R.         | Felders.Btl. 26                          |
| Scherra, Alfred                                                                 | 11.04.1944                           | Feldwebel          | 13./Gren.Rgt. 78                         |
| Schlepütz, Johann                                                               | 25.09.1942                           | Oberfeldwebel      | 12./Inf.Rgt. 39                          |
| Schneider, Karl                                                                 | 08.01.1943                           | Oberleutnant       | 3./Gren.Rgt. 77                          |
| Schlüter, Heinz                                                                 | 08.12.1943                           | Oberfeldwebel      | 13./Füs.Rgt. 39                          |
| Schmidt, Joseph                                                                 | 25.09.1942                           | Hauptmann          | II./Art.Rgt. 26                          |
| Schumacher, Karl                                                                | 25.09.1942                           | Oberleutnant d.R.  | 7./Art.Rgt. 26                           |
| Smend, Günther                                                                  | 22.11.1941                           | Hauptmann          | II./Inf.Rgt. 77                          |
| Springer, Ernst                                                                 | 06.05.1943                           | Feldwebel          | 8./Gren.Rgt. 78                          |
| Stockhausen, Josef                                                              | 30.12.1943                           | Wachtmeister       | Stb.Schw./Div.Füs.Btl. (AA) 26           |
| Stoessel von der Heyde, Arno                                                    | 14.02.1942                           | Oberstleutnant     | Inf.Rgt. 78                              |
| Striefler, Johann                                                               | 28.05.1943                           | Oberfeldwebel      | 4./Gren.Rgt. 78                          |
| Teloh, Heinz                                                                    | 16.06.1944                           | Hauptmann          | II./Gren.Rgt. 78                         |
| Trinczek, Bruno                                                                 | 29.08.1944                           | Hauptmann d.R.     | Stu.Gesch.Abt. 1026                      |
| Vieweg, Karl                                                                    | 11.12.1943                           | Oberleutnant       | III./Füs.Rgt. 39                         |
| Völker, Paul                                                                    | 17.11.1941                           | Feldwebel          | 6./Inf.Rgt. 77                           |
| Voss, Kurt                                                                      | 11.04.1944                           | Oberfeldwebel      | [Pi.Zg or Pi.Kp ?]/Füs.Rgt. 39           |
| Vowinckel, Ulrich                                                               | 20.09.1942                           | Leutnant d.R.      | 1./Inf.Rgt. 39                           |
| Waffenschmidt, Hans                                                             | 07.10.1942                           | Unteroffizier      | I./Inf.Rgt. 77                           |
| Wagler, Dr. Bruno                                                               | 25.03.1944                           | Hauptmann d.R.     | I./Füs.Rgt. 39                           |
| Wald, Friedrich                                                                 | 17.09.1944                           | Feldwebel          | I./ Gren.Rgt. 77                         |
| Wasner, Alfred                                                                  | 21.10.1942                           | Major              | III./Inf.Rgt. 77                         |
| Weidenbach, Heinrich                                                            | 25.09.1942                           | Leutnant d.R.      | 2./Art.Rgt. 26                           |
| Weiler, Rolf                                                                    | 08.01.1943                           | Oberleutnant       | Gren.Rgt. 78                             |
| Welters, August                                                                 | 15.07.1942                           | Oberfeldwebel      | 11./Inf.Rgt. 39                          |
| Werner, Theodor                                                                 | 19.09.1942                           | Oberstleutnant     | Art.Rgt. 26                              |
| Wiese, Friedrich                                                                | 16.02.1942                           | Oberst             | Inf.Rgt. 39                              |
| Wischmann, Walter                                                               | 18.05.1942                           | Oberleutnant       | 2./Inf.Rgt. 78                           |
| Zimmer, Hans                                                                    | 20.08.1943                           | Hauptmann          | I./Gren.Rgt. 78                          |
| Zimmermann, Wilhelm                                                             | 02.01.1942                           | Oberleutnant d.R.  | 10./Inf.Rgt. 78                          |
| Certificado de Louvor do Comandante-em-Chefe do Exército                        |                                      |                    |                                          |
| Borchers, Karl-Heinz                                                            | 17.03.1943 (nº 1609)                 | Hauptmann          | Btl.Fhr. I./Gren.Rgt. 77                 |
| Hanses, ?                                                                       | 18.03.1942 (nº 838)                  | Oberleutnant       | Chef 1./Inf.Rgt. 39                      |
| Kutsch, Walter                                                                  | 17.10.1943 (nº 2279)                 | Rittmeister        | Fhr. Aufkl.Abt. 26                       |
| Mangel, Heinrich                                                                | 07.05.1943 (nº 1786)                 | Oberleutnant       | Kp.Fhr. 1./Pi.Btl. 26                    |
| Wittkamp, Kaspar                                                                | 07.05.1943 (nº 1788)                 | Unteroffizier      | Gruppenführer i. d. 4.(MG)/Gren.Rgt. 77  |
| Certificado de Louvor do Comandante-em-Chefe do Exército por derrubar aeronaves |                                      |                    |                                          |
| Dörsing, Hans                                                                   | 01.02.1944 (nº 440)                  | Obergefreiter      | 13./Gren.Rgt. 77                         |

Além dos soldados, 4 unidades da divisão também foram condecoradas:
| Unidade                                                                                       | Data de abate | Local      | Data condecoração   |
| --------------------------------------------------------------------------------------------- | ------------- | ---------- | ------------------- |
| Certificado Louvor do Comandante-em-Chefe do Exército para derrubar aeronaves (nível unidade) |               |            |                     |
| 4./Infanterie-Regiment 39                                                                     | 05.11.1941    | Popowo     | 18.11.1941 (nº 24)  |
| 2./Feld-Ersatz-Bataillon 26                                                                   | 24.01.1942    | Gorbowo    | 16.05.1942 (nº 98)  |
| 14./Infanterie-Regiment 78                                                                    | 26.12.1941    | Kodosowo   | 16.05.1942 (nº 99)  |
| Aufklärungs-Abteilung 26                                                                      | 11.01.1942    | Kosmaricha | 16.05.1942 (nº 108) |

## Serviço de Guerra
| Data                    | Corpo                          | Exército             | Grupo de Exércitos | Área              |
| ----------------------- | ------------------------------ | -------------------- | ------------------ | ----------------- |
| setembro de 1939        | z. Vfg.                        | 5º Exército          | C                  | Eifel             |
| outubro de 1939         | XXIII Corpo de Exército        | 6º Exército          | B                  | Eifel             |
| dezembro de 1939        | VII Corpo de Exército          | 16º Exército         | A                  | Eifel             |
| janeiro de 1940         | VII Corpo de Exército          | 16º Exército         | A                  | Eifel             |
| maio de 1940            | z. Vfg.                        | 16º Exército         | A                  | Luxemburgo, Somme |
| junho de 1940           | XVII Corpo de Exército         | 12º Exército         | A                  | Aisne, Champagne  |
| 3 de julho de 1940      | XXIII Corpo de Exército        | 9º Exército          | A                  | Bélgica, França   |
| 22 de julho de 1940     | XXXVIII Corpo de Exército      | 16º Exército         | A                  | Bélgica, França   |
| setembro de 1940        | XXXVIII Corpo de Exército      | 9º Exército          | A                  | Bélgica, França   |
| janeiro de 1941         | XXXVIII Corpo de Exército      | 9º Exército          | A                  | Bélgica, França   |
| maio de 1941            | XXXVIII Corpo de Exército      | 15º Exército         | D                  | Bélgica, França   |
| junho de 1941           | VI Corpo de Exército           | 9º Exército          | Mitte              | Polozk, Düna      |
| outubro de 1941         | VI Corpo de Exército           | 3º Grupo Panzer      | Mitte              | Bjeloje           |
| novembro de 1941        | VI Corpo de Exército           | 9º Exército          | Mitte              | Kalinin           |
| 1 de janeiro de 1942    | VI Corpo de Exército           | 9º Exército          | Mitte              | Rshew             |
| 27 de julho de 1942     | LIII Corpo de Exército         | 2º Exército Panzer   | Mitte              | Bolchow, Orel     |
| 3 de novembro de 1942   | XXXV Corpo de Exército         | 2º Exército Panzer   | Mitte              | Bolchow, Orel     |
| 23 de dezembro de 1942  | LIII Corpo de Exército         | 2º Exército Panzer   | Mitte              | Bolchow, Orel     |
| 27 de dezembro de 1942  | z. Vfg.                        | 8º Exército          | B                  | Donbogen          |
| 30 de dezembro de 1942  | z. Vfg.                        | königl. ung. 2 Armee | B                  | Donbogen          |
| 1 de janeiro de 1943    | Gen.Kdo. z.b.V. "Cramer" (XI.) |                      | B                  | Donbogen          |
| 1 de fevereiro de 1943  | z. Vfg.                        | 2º Exército          | B                  | Kursk             |
| 2 de fevereiro de 1943  | Gr. "Gollwitzer" (88. ID)      | 2º Exército          | B                  | Kursk             |
| 3 de fevereiro de 1943  | VII Corpo de Exército          | 2º Exército          | B                  | Kursk             |
| 12 de fevereiro de 1943 | z. Vfg.                        | 2º Exército          | B                  | Kursk             |
| 22 de fevereiro de 1943 | XIII Corpo de Exército         | 2º Exército          | Mitte              | Kursk             |
| 5 de março de 1943      | VII Corpo de Exército          | 2º Exército          | Mitte              | Kursk             |
| agosto de 1943          | LIII Corpo de Exército         | 2º Exército Panzer   | Mitte              | Orel              |
| setembro de 1943        | XII Corpo de Exército          | 9º Exército          | Mitte              | Orel              |
| outubro de 1943         | XII Corpo de Exército          | 4º Exército          | Mitte              | Smolensk          |
| novembro de 1943        | XXXIX Corpo de Exército        | 4º Exército          | Mitte              | Smolensk          |
| janeiro de 1944         | XXXIX Corpo de Exército        | 4º Exército          | Mitte              | Smolensk          |
| fevereiro de 1944       | XXVII Corpo de Exército        | 4º Exército          | Mitte              | Smolensk          |
| maio de 1944            | LVI Corpo de Exército          | 2º Exército          | Mitte              | Kowel             |
| junho de 1944           | LVI Corpo de Exército          | 4º Exército Panzer   | Nordukraine        | Kowel             |